# Stato libero di Oldenburg
Lo Stato libero di Oldenburg (in tedesco: Freistaat Oldenburg) fu uno Stato tedesco formatosi durante la Repubblica di Weimar esistito dal 1918 al 1946, ma de facto fino al 1933. La capitale era Oldenburg.

## Storia
Lo Stato libero di Oldenburg si formò dopo la fine del Ducato di Oldenburg dovuta al crollo della monarchia in Germania a seguito della rivoluzione per la fine della prima guerra mondiale nel 1918 ed all'abdicazione dell'ultimo duca, Federico Augusto II.
Nel 1937 lo Stato perse le exclave di Eutin, presso la costa del Mar Baltico e Birkenfeld nella Germania sud-occidentale a favore della Prussia, ottenendo la città di Wilhelmshaven; questa azione, ad ogni modo, fu una mera formalità in quanto già dal 1933 il partito nazista aveva de facto abolito gli stati tedeschi.
Il 1º novembre 1946 lo Stato venne fuso con gli stati di Brunswick, Hannover e Schaumburg-Lippe formando il nuovo Land della Bassa Sassonia.